# Кривус
Кривус е името на крепост, разположена в южната част на България. Тя е построена през 10 век, за да бъде защитаван района около течението на река Арда в най-източните части на Родопите. От крепостта има значителни останки. Крепостната стена на места достига до 5 метра височина. Сравнително запазени освен това са бойниците и входът на крепостта.
Кривус е разположена на малко възвишение, но въпреки това от няколко страни я обкръжават дълбоки пропасти и е била трудно превземаема. За крепостта има информация в някои византийски хроники. При археологическо проучване на останките са открити монети и християнски символи. Има следи от останките на църква, която е била разположена в центъра на двора. Открити са също и множество оръжия.
На неголямо разстояние от Кривус е разположена средновековната крепост Патмос.